# (32722) 3340 T-3
3340 T-3 (asteroide 32722) é um asteroide da cintura principal. Possui uma excentricidade de 0.13832630 e uma inclinação de 2.67261º.
Este asteroide foi descoberto no dia 16 de outubro de 1977 por Cornelis Johannes van Houten e Ingrid van Houten-Groeneveld e Tom Gehrels em Palomar.